# Amnicola stygius
Amnicola stygius е вид коремоного от семейство Amnicolidae. Видът е световно застрашен, със статут Уязвим.

## Разпространение
Разпространен е в САЩ (Мисури).